# Carl Weyprecht

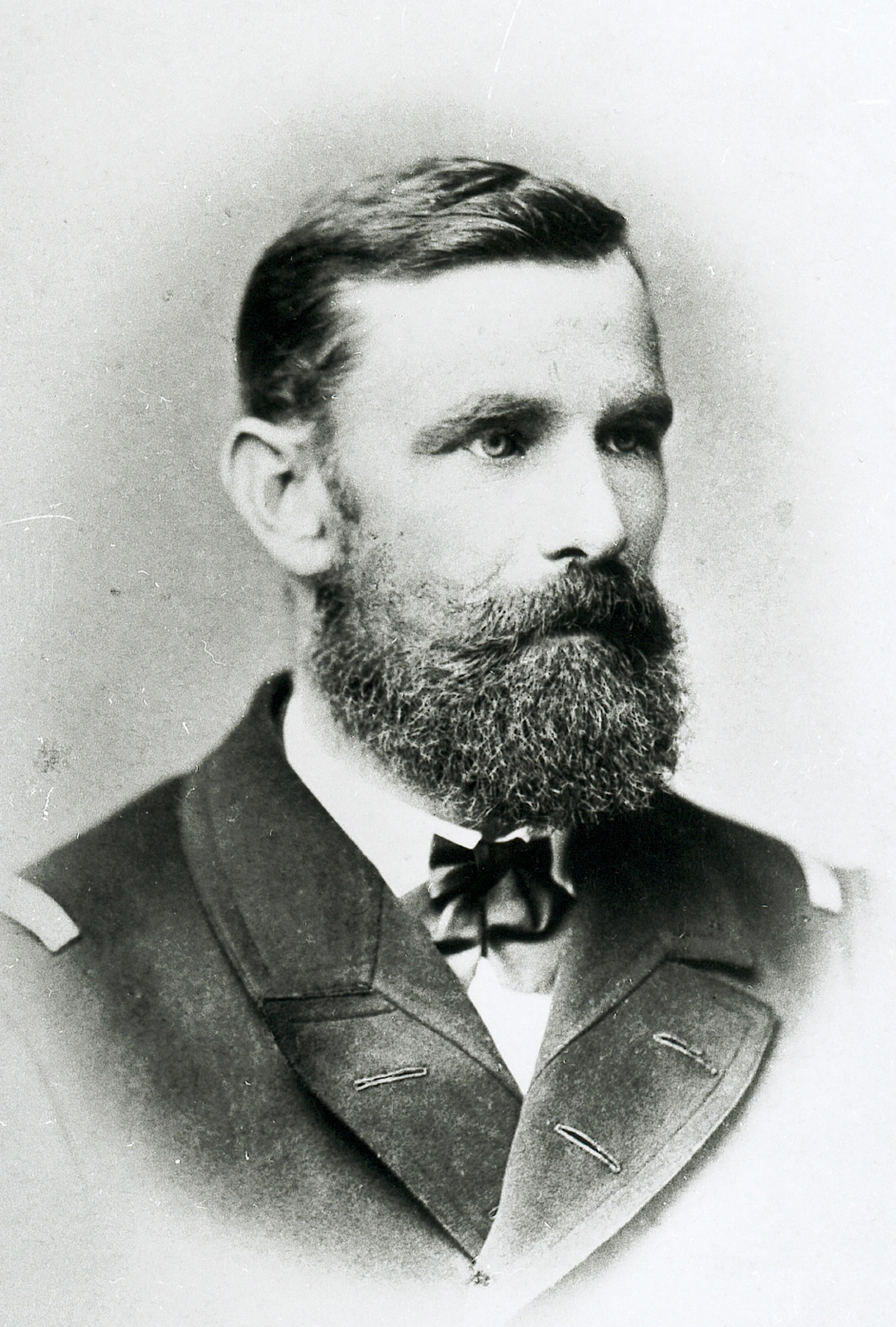
Carl Weyprecht.

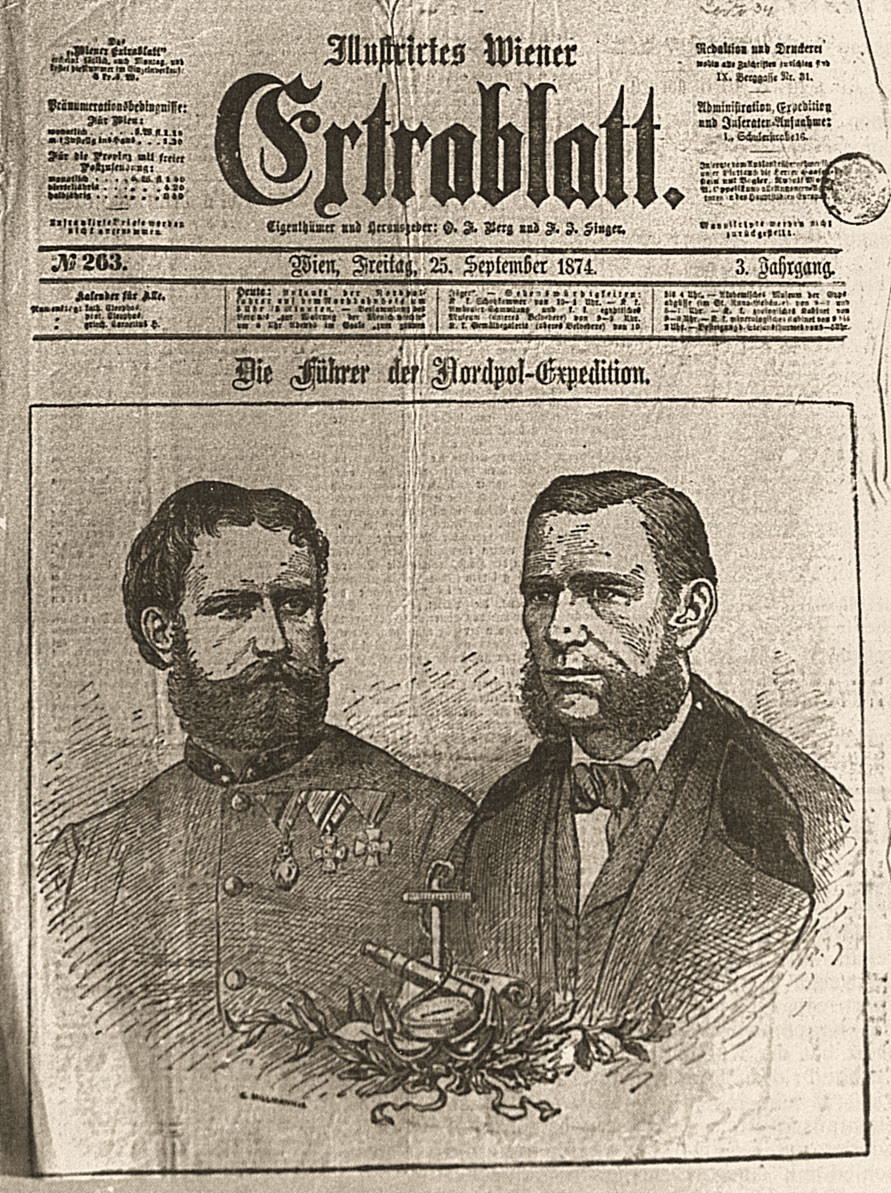
Carl Weyprecht (höger) och Julius von Payer (vänster) på en tidning från Wien.

Carl Weyprecht, född 8 september 1838 i Darmstadt, död 27 mars 1881 i Michelstadt, var en tysk polarfarare.
Weyprecht deltog som löjtnant (sedan 1868) i österrikiska marinen och 1871 tillsammans med Julius von Payer i en rekognosceringsexpedition till Spetsbergen och Novaja Zemlja samt 1872-1874 i den stora österrikisk-ungerska polarexpeditionen samt offentliggjorde med anledning av dessa resor flera skrifter.
På tyska naturforskardagen 1875 presenterade han en plan att ersätta de dyrbara nordpolsexpeditionerna med en systematisk undersökning av polarområdets geofysiska förhållanden och för detta ändamål anlägga ett internationellt nät av permanenta observationsstationer i de arktiska trakterna, en plan, som förverkligades först efter Weyprechts död.